# Erick Thohir
Erick Thohir, né le 30 mai 1970 à Djakarta, est un homme d'affaires et homme politique indonésien.

## Biographie
Erick Thohir est diplômé de la National University en Californie en 1993.
Il est président-directeur général de Mahaka Media, groupe d'édition et des télécommunications. Il est propriétaire et président des clubs de football de l'Inter Milan de 2013 à 2018, D.C. United de 2012 à 2021, Persib Bandung, ainsi qu'actionnaire de la franchise de NBA les 76ers de Philadelphie. Il est membre du Comité international olympique (CIO) depuis 2019.
Le 23 octobre 2019, il est nommé ministre des Entreprises d'État par le président Joko Widodo.